# Teqball na Igrzyskach Europejskich 2023
Rywalizacja w teqball na Igrzyskach Europejskich 2023 odbyła się w dniach 28 czerwca – 1 lipca 2023 na Rynku Głównym w Krakowie. Rozegranych zostało pięć konkurencji; jedynki i dwójki kobiet i mężczyzn, oraz gra mieszana.

## Medaliści i medalistki
| Konkurencja      | Złoto                            | Srebro                        | Brąz                          |
| Jedynki kobiet   | Kinga Barabasi                   | Amelie Julian                 | Nanna Lind Kristensen         |
| Jedynki mężczyzn | Apor Gyoergydeak                 | Adrian Duszak                 | Hugo Rabeux                   |
| Dwójki kobiet    | Zsanett Lujza Janicsek Lea Vasas | Katalin Dako Kinga Barabasi   | Alicja Bartnicka Ewa Kamińska |
| Dwójki mężczyzn  | Csaba Banyik Balázs Katz         | Bogdan Marojević Nikola Mitro | Adrian Duszak Marek Pokwap    |
| Gra mieszana     | Balázs Katz Lea Vasas            | Nikola Mitro Maja Umićević    | Alicja Bartnicka Marek Pokwap |

## Klasyfikacja medalowa
*   Gospodarz ( Polska)
| Miejsce | Reprezentacja | Złoto | Srebro | Brąz | Razem |
| ------- | ------------- | ----- | ------ | ---- | ----- |
| 1       | Węgry         | 3     | 0      | 0    | 3     |
| 2       | Rumunia       | 2     | 1      | 0    | 3     |
| 3       | Serbia        | 0     | 2      | 0    | 2     |
| 4       | Polska*       | 0     | 1      | 3    | 4     |
| 5       | Francja       | 0     | 1      | 1    | 2     |
| 6       | Dania         | 0     | 0      | 1    | 1     |
| Razem   | Razem         | 5     | 5      | 5    | 15    |

Źródło: 